# Mariene ecoregio Zuidelijk India en Sri Lanka
De Mariene ecoregio Zuidelijk India en Sri Lanka (104) (Engels: South India and Sri Lanka marine ecoregion) is een biogeografische regio en ligt in het noorden van de Indische Oceaan in de Mariene provincie West- en Zuid-Indiaas Plat (21) in het Marien rijk Westelijke Indo-Pacific. De mariene ecoregio is vastgesteld door het World Wide Fund for Nature en The Nature Conservancy en is vernoemd naar India en Sri Lanka.
In het noorden grenst het gebied aan de mariene ecoregio Oostelijk India (107), in het noordwesten aan de mariene ecoregio Westelijk India (103) en in het westen aan de mariene ecoregio Malediven (105).

## Geografie
De mariene ecoregio ligt in het noorden van de Indische Oceaan voor de zuidkust van India en rond de gehele kust van Sri Lanka. Het gebied strekt zich uit van ten noorden van de stad Kollam, inclusief het Ashtamudi Lake, in het noordwesten tot bij Point Calimere in het noordoosten en omvat onder andere de Laccadivenzee, de Golf van Mannar, de Straat Palk en de Palkbaai.
Door het gebied stromen de Oost-Indische kuststroom en de Indische moessonstroom.

## Biogeografie
Het gebied kent zeeleven dat houdt van tropische temperaturen.